# Sandvoll
Sandvoll este o localitate din comuna Ski, provincia Akershus, Norvegia, cu o suprafață de 0,34 km² și o populație de 283 locuitori (2013).